# John Egerton (2e comte de Bridgewater)
John Egerton, 2e comte de Bridgewater (30 mai 1623 – 26 octobre 1686) est un noble anglais de la famille Egerton.

## Biographie

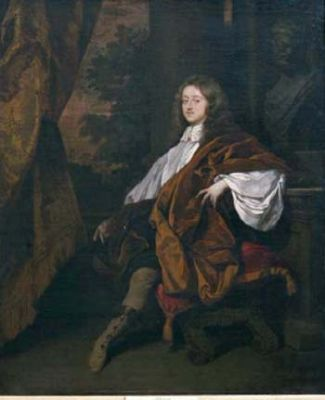
John Egerton, 2e comte de Bridgwater par Peter Lely, 1665

Il est un fils de John Egerton (1er comte de Bridgewater) et de son épouse, Frances Stanley. Ses grands-parents maternels sont Ferdinando Stanley, 5e comte de Derby et son épouse Alice Spencer. Selon le testament du roi Henri VIII, sa mère était autrefois la deuxième en ligne à hériter du trône d'Angleterre. Cependant, la sœur aînée de Lady Frances Stanley, Anne Stanley, comtesse de Castlehaven, a été écartée au profit du roi Jacques VI d’Écosse.
Il sert comme Lord Lieutenant du Buckinghamshire – Cheshire – Lancashire – et Hertfordshire – en plus d'être investi en tant que membre du Conseil privé en 1679. Il est enterré à Little Gaddesden, Hertfordshire.

## Famille
En 1641, il épouse Elizabeth Egerton (en) (1626-1663), fille de William Cavendish (1er duc de Newcastle) et de sa première épouse, Elizabeth Basset et ont :
- John Egerton (3e comte de Bridgewater) (9 novembre 1646 - 19 mars 1701)
- William Egerton (né le 15 août 1649), qui épouse Honora Leigh
- Thomas Egerton de Tatton Park, ancêtre des barons et comtes Egerton
- Deux autres fils
- Charles Egerton (homme politique)
- Elizabeth Egerton (24 août 1653 - 1709), qui épouse Robert Sidney (4e comte de Leicester)
- Deux autres filles[1].